# Fernmeldegeheimnis
Das Fernmeldegeheimnis ist ein in verschiedenen völkerrechtlichen Verträgen sowie in den nationalen Verfassungen Deutschlands, Österreichs und der Schweiz geschütztes Menschen- bzw. Grundrecht. Es wird meist ergänzt durch das Briefgeheimnis, in Deutschland außerdem durch das Postgeheimnis. Es wird mit Rücksicht auf die technische Entwicklung auch als Telekommunikationsgeheimnis bezeichnet.

## Völkerrechtliche Verträge

### Internationaler Pakt über bürgerliche und politische Rechte
Art. 17 des Internationalen Pakts über bürgerliche und politische Rechte (IPBPR) von 1966 lautet:

„(1) Niemand darf willkürlichen oder rechtswidrigen Eingriffen in sein Privatleben, seine Familie, seine Wohnung und seinen Schriftverkehr oder rechtswidrigen Beeinträchtigungen seiner Ehre und seines Rufes ausgesetzt werden.

(2) Jedermann hat Anspruch auf rechtlichen Schutz gegen solche Eingriffe oder Beeinträchtigungen.“

### Amerikanische Menschenrechtskonvention
Art. 11 der Amerikanischen Menschenrechtskonvention (AMRK) schützt das Recht auf Privatleben.

“Article 11. Right to Privacy

1. Everyone has the right to have his honor respected and his dignity recognized.

2. No one may be the object of arbitrary or abusive interference with his private life, his family, his home, or his correspondence, or of unlawful attacks on his honor or reputation.

3. Everyone has the right to the protection of the law against such interference or attacks.”

### Schutzbereich des Menschenrechts auf Achtung des Privatlebens
Das Recht auf Achtung des Privatlebens umfasst in den Vertragsstaaten das Recht auf Achtung der Privatsphäre und der Korrespondenz, worunter auch das Recht auf Schutz personenbezogener Daten fällt. Der Begriff der persönlichen Daten wiederum umfasst jede Information über eine bestimmte oder bestimmbare Person, einschließlich Telefondaten (gewählte Rufnummern, eingegangene Anrufe, Gesprächsdauer, Gesprächsinhalte), E-Mail-Daten (Empfänger, Inhalte) und Internetdaten (IP-Adressen, besuchte Webseiten, Verweildauer). Der Schutzbereich des Rechts auf Achtung des Privatlebens ist immer dann eröffnet, wenn Daten einer Person erhoben, gespeichert, verarbeitet, ausgewertet oder ausgetauscht werden.
Eingriffe in das Recht auf Privatleben stellen sowohl das Gewinnen und Sammeln der personenbezogenen Daten dar als auch deren Speicherung, Verwendung und Austausch.

### Europäische Union
Nach Art. 8 Abs. 1 der Europäischen Menschenrechtskonvention (EMRK) hat jede Person das Recht auf Achtung ihres Privat- und Familienlebens, ihrer Wohnung und ihrer Korrespondenz. Der Europäische Gerichtshof für Menschenrechte sieht Telefongespräche als von den Begriffen Privatleben und Korrespondenz geschützt an. Unter Korrespondenz versteht der EuGH außerdem Emails, SMS und „Internet.“ Ein Eingriff in das Recht auf Achtung des Privatlebens verstößt gegen Artikel 8, es sei denn, der Eingriff ist „gesetzlich vorgesehen“, verfolgt eines oder mehrere der in Art. 8 Abs. 2 EMRK genannten legitimen Ziele und ist darüber hinaus zur Erreichung dieser Ziele „in einer demokratischen Gesellschaft notwendig.“
Die Charta der Grundrechte der Europäischen Union (GRCh) schützt in Art. 7 das Recht jeder Person auf Achtung ihres Privat- und Familienlebens, ihrer Wohnung sowie ihrer Kommunikation. Art. 8 GRCh gewährt den Schutz personenbezogener Daten.
Am 8. April 2014 erklärte der Europäische Gerichtshof auf ein Vorabentscheidungsersuchen des irischen High Court und des österreichischen Verfassungsgerichtshofs die Richtlinie 2006/24/EG über die Vorratsspeicherung von Daten für unvereinbar mit dem in Art. 7 GRCh und Art. 8 GRCh verankerten Recht auf Privatleben.
Der EuGH sprach allerdings kein absolutes Verbot von Speichervorschriften aus. Vielmehr hält er im Urteil vom 6. Oktober 2020 auf Basis der durch den Fall der Vorratsdaten-Richtlinie wieder aufgelebten Datenschutzrichtlinie für Kommunikation (Richtlinie 2002/58/EG) fest, unter welchen Umständen eine Vorratsdatenspeicherung zukünftig mit Art. 7 und Art. 8 GRCh vereinbar sein kann. Nach Art. 15 Richtlinie 2002/58/EG können die Mitgliedstaaten unter anderem durch Rechtsvorschriften vorsehen, dass Daten aus bestimmten Gründen während einer begrenzten Zeit aufbewahrt werden. Der Gerichtshof hält es jedoch nach wie vor für unzulässig, in einer nationalen Regelung einer staatlichen Stelle zu gestatten, zur Wahrung der nationalen Sicherheit den Betreibern elektronischer Kommunikationsdienste vorzuschreiben, den Sicherheits- und Nachrichtendiensten allgemein und unterschiedslos Verkehrs- und Standortdaten zu übermitteln.

## Deutschland

### Deutsches Reich
Während die Bismarcksche Reichsverfassung von 1871 keine ausdrücklichen Grundrechte enthielt, waren nach Art. 117 der Weimarer Reichsverfassung von 1919 das Briefgeheimnis sowie das Post-, Telegraphen- und Fernsprechgeheimnis unverletzlich. Ausnahmen konnten nur durch Reichsgesetz zugelassen werden. § 99 der Strafprozessordnung in der Fassung vom 22. März 1924 ließ die Beschlagnahme von an den Beschuldigten gerichteten Briefen und Telegrammen auf der Post und den Telegraphenämtern im Ermittlungsverfahren zu.
Das Telegraphengeheimnis war gem. § 8 des Gesetzes über das Telegraphenwesen des Deutschen Reichs vom 6. April 1892 „unverletzlich, vorbehaltlich der gesetzlich für strafgerichtliche Untersuchungen, im Konkurse und in zivilprozessualischen Fällen oder sonst durch Reichsgesetz festgestellten Ausnahmen. Dasselbe erstreckt sich auch darauf, ob und zwischen welchen Personen telegraphische Mittheilungen stattgefunden haben.“

### Bundesrepublik Deutschland

#### Art. 10 Grundgesetz
Art. 10 GG lautete ursprünglich:

„Das Briefgeheimnis sowie das Post- und Fernmeldegeheimnis sind unverletzlich. Beschränkungen dürfen nur auf Grund eines Gesetzes angeordnet werden.“

Durch Gesetz vom 24. Juni 1968, als Teil der Notstandsgesetze von 1968, erhielt der Art. 10 GG n.F. diese Fassung:

„(1) Das Briefgeheimnis sowie das Post- und Fernmeldegeheimnis sind unverletzlich.

(2) Beschränkungen dürfen nur auf Grund eines Gesetzes angeordnet werden. Dient die Beschränkung dem Schutze der freiheitlichen demokratischen Grundordnung oder des Bestandes oder der Sicherung des Bundes oder eines Landes, so kann das Gesetz bestimmen, daß sie dem Betroffenen nicht mitgeteilt wird und daß an die Stelle des Rechtsweges die Nachprüfung durch von der Volksvertretung bestellte Organe und Hilfsorgane tritt.“

Das Fernmeldegeheimnis schützt nach ständiger Rechtsprechung des Bundesverfassungsgerichts nicht nur die Kommunikationsinhalte, sondern auch Informationen über Ort, Zeit sowie Art und Weise der Kommunikation. Insbesondere erstreckt sich der Grundrechtsschutz auf Telekommunikations-Verkehrsdaten, die Aufschluss über die an der Kommunikation beteiligten Personen und die Umstände der Kommunikation geben. Art. 10 Abs. 1 GG begründet nicht nur ein Abwehrrecht gegen die Kenntnisnahme des Inhalts und der näheren Umstände der Telekommunikation durch den Staat, sondern auch einen Auftrag an den Staat, Schutz insoweit vorzusehen, als private Dritte sich Zugriff auf die Kommunikation verschaffen. Mit Rücksicht auf die zwischenzeitlich erfolgte technologische Entwicklung ist der früher üblich gewesene Begriff des Fernmeldewesens in anderen Bestimmungen des Grundgesetzes zwischenzeitlich durch den der Telekommunikation ersetzt worden (vgl. Art. 73 Nr. 7, Art. 87f GG).
Die Daten fallen nach Abschluss des Kommunikationsvorgangs nach der Rechtsprechung des Bundesverfassungsgerichts nicht mehr in den Schutzbereich des Fernmeldegeheimnisses. Die Daten sind dann in den Herrschaftsbereich des Teilnehmers übergegangen und eine Gefahrenlage aufgrund der Kommunikation über eine räumliche Distanz besteht nicht mehr. Jedoch kommt dann der Schutzbereich des Rechts auf informationelle Selbstbestimmung aus Art. 2 Abs. 1 i. V. m. Art. 1 Abs. 1 GG zum Tragen.

#### Einfaches Recht

##### Beschränkungen des Fernmeldegeheimnisses

###### Artikel 10-Gesetz
Das Gesetz zur Beschränkung des Brief-, Post- und Fernmeldegeheimnisses (Artikel 10-Gesetz – G 10) erlaubt den Verfassungsschutzbehörden, dem Militärischen Abschirmdienst und dem Bundesnachrichtendienst, zur Abwehr von drohenden Gefahren für die freiheitliche demokratische Grundordnung oder den Bestand oder die Sicherheit des Bundes oder eines Landes die Telekommunikation zu überwachen und aufzuzeichnen sowie die dem Brief- oder Postgeheimnis unterliegenden Sendungen zu öffnen und einzusehen (§ 1 G 10).
2015 speicherte der Bundesnachrichtendienst täglich 220 Millionen Telefondaten. Außerdem überwachten 2010 die drei deutschen Nachrichtendienste des Bundes 37 Millionen E-Mails und Datenverbindungen.

###### Strafprozessordnung
Weitere gesetzliche Beschränkungen existieren zum Zwecke der Strafverfolgung mit den Vorschriften zur Telekommunikationsüberwachung in §§ 100a bis 100j der Strafprozessordnung (StPO) und im Polizeirecht für Zwecke der Gefahrenabwehr, beispielsweise in § 72 Zollfahndungsdienstgesetz (ZFdG).
Nach der Ansicht des Bundesverfassungsgerichtes ist auch eine staatliche Sicherstellung und Beschlagnahme von E-Mails auf dem Mailserver eines Providers ein Eingriff in das Fernmeldegeheimnis aus Art. 10 Abs. 1 GG.
Jedoch könne ein solcher Eingriff durch die allgemeinen Vorschriften über Sicherstellung und Beschlagnahme im Strafverfahren (§§ 94 ff. StPO) gerechtfertigt werden (verfassungsrechtliche Schranke). Hierbei seien allerdings wiederum das Prinzip der Verhältnismäßigkeit und Besonderheiten im Ablauf des Verfahrens zu berücksichtigen (vgl. Schranken-Schranken). Erforderlich könne es insbesondere sein, den „Betroffenen“ (also Träger des Grundrechts) über die Maßnahmen zu informieren und E-Mails später zu löschen oder zurückzugeben.
Mit Urteil vom 2. März 2010 erklärte das Bundesverfassungsgericht die mit §§ 113a und 113b des Telekommunikationsgesetzes sowie § 100g Abs. 1 Satz 1 der Strafprozessordnung in der Fassung des Gesetzes zur Neuregelung der Telekommunikationsüberwachung und anderer verdeckter Ermittlungsmaßnahmen sowie zur Umsetzung der Richtlinie 2006/24/EG vom 21. Dezember 2007 beabsichtigte Vorratsdatenspeicherung für unvereinbar mit Art. 10 Abs. 1 GG und deshalb für nichtig.

###### Ausland-Ausland-Fernmeldeaufklärung
Nach dem Urteil des Bundesverfassungsgerichts zur Ausland-Ausland-Fernmeldeaufklärung des Bundesnachrichtendienstes schützt das Fernmeldegeheimnis auch die Überwachung der Telekommunikation von Ausländern im Ausland durch deutsche Sicherheitsbehörden, da die Bindung der deutschen Staatsgewalt an die Grundrechte nach Art. 1 Abs. 3 GG nicht auf das deutsche Staatsgebiet begrenzt ist. Einzelne Vorschriften des Gesetzes zur Ausland-Ausland-Fernmeldeaufklärung des Bundesnachrichtendienstes vom 23. Dezember 2016 waren damit nicht vereinbar.

##### Strafgesetzbuch
Im Strafgesetzbuch (StGB) wird die Verletzung des Post- oder Fernmeldegeheimnisses gem. § 206 StGB bestraft. Die Vorschrift betrifft sowohl Inhaber oder Beschäftigte eines Unternehmens, das geschäftsmäßig Post- oder Telekommunikationsdienste erbringt als auch Amtsträger, die Tatsachen, die dem Post- oder Fernmeldegeheimnis unterliegen, unbefugt an Dritte mitteilen.

##### Datenschutz und Nebenstrafrecht
DasTelekommunikations-Digitale-Dienste-Datenschutz-Gesetz (TDDDG) regelt den technischen und organisatorischen Datenschutz bei der Nutzung von Telekommunikationsdiensten und Telemedien sowie die Aufsichtsbehörden und die Aufsicht im Hinblick auf den Datenschutz und den Schutz der Privatsphäre in der Telekommunikation (§ 1 TDDDG). § 27 TDDDG enthält Strafbestimmungen für Verstöße gegen das Abhörverbot und die Geheimhaltungspflicht der Betreiber von Funkanlagen sowie den Missbrauch von Telekommunikationsanlagen.

### DDR
Art. 31 der Verfassung der Deutschen Demokratischen Republik von 1968 lautete:

„(1) Post- und Fernmeldegeheimnis sind unverletzbar.

  (2) Sie dürfen nur auf gesetzlicher Grundlage eingeschränkt werden, wenn es die Sicherheit des sozialistischen Staates oder eine strafrechtliche Verfolgung erfordern.“

In der einfachen Gesetzgebung wurde in § 35 des Gesetzes über das Post- und Fernmeldewesen das Post- und Fernmeldegeheimnis bestätigt und konkretisiert. Danach waren insbesondere das fahrlässige oder vorsätzliche Beschädigen oder Stören von Fernmeldeanlagen sowie das ungenehmigte Errichten oder Betreiben von genehmigungspflichtigen Fernmeldeanlagen strafbar.
Die Verletzung des Post- und Fernmeldegeheimnisses durch Mitarbeiter oder Beauftragte der Deutschen Post wurde gem. § 202 StGB (DDR) bestraft. Tathandlung war das unbefugte Öffnen von Briefsendungen oder Telegrammen während der Beförderung oder die Mitteilung des Inhalts von Nachrichten, die der Deutschen Post anvertraut sind, an Nichtberechtigte.
Mit Wirkung vom 1. August 1979 konnte gem. § 115 Abs. 4 der Strafprozessordnung die Überwachung und Aufnahme des Fernmeldeverkehrs auf Tonträger angeordnet werden bei Vorliegen des dringenden Verdachts von Straftaten, die nach § 225 StGB (DDR) der Anzeigepflicht unterlagen, darunter die Staatsfeindliche Hetze (§ 106 StGB DDR) und die Staatsfeindliche Gruppenbildung (§ 107 StGB DDR). Diese politischen Straftaten fielen in die Zuständigkeit des Ministeriums für Staatssicherheit (MfS) als strafrechtliches Untersuchungsorgan (HA IX), weil eine staatsfeindliche Absicht und/oder eine staatsgefährdende Wirkung unterstellt wurden. Vor der Neuregelung wurden Telefongespräche durch staatliche Stellen, insbesondere von Dienststellen des Ministeriums für Staatssicherheit, auch ohne gesetzliche Ermächtigung abgehört.
Die Telefon- und Postüberwachung des MfS setzte im Gründungsjahr des Ministeriums 1950 ein. Die Hauptabteilung S (Technische Sicherheit) bestand am Anfang aus zwei Einheiten mit weniger als 20 Mitarbeitern. Mitte der 1980er Jahre waren ca. 1000 Mitarbeiter beschäftigt. 1986 wurden 2 Millionen Gespräche abgehört.

## Österreich
Art. 10a des Staatsgrundgesetzes vom 21. December 1867, über die allgemeinen Rechte der Staatsbürger für die im Reichsrathe vertretenen Königreiche und Länder bestimmt seit dem 1. Jänner 1975 die Unverletzlichkeit des Fernmeldegeheimnisses. Ausnahmen sind nur auf Grund eines richterlichen Befehles in Gemäßheit bestehender Gesetze zulässig.
Der Schutzbereich des Fernmeldegeheimnisses wurde durch Entscheidungen des Verfassungsgerichtshofs und des Verwaltungsgerichtshofs in den Jahren 2012–2017 präzisiert. Vom verfassungsrechtlich vorgeschriebenen Richtervorbehalt sind danach bei Eingriffen in das Fernmeldegeheimnis nur die konkreten Inhalte übertragener Nachrichten (Inhaltsdaten) erfasst. Dem Richtervorbehalt unterliegt beispielsweise gem. § 137 Abs. 1 Z 3, § 135 Abs. 3 der Strafprozessordnung (StPO) die Überwachung von Nachrichten. Von Betreibern öffentlicher Kommunikationsdienste (Anbietern) durften – sofern die Speicherung nicht einen wesentlichen Bestandteil des Kommunikationsdienstes darstellt – dagegen auch Verkehrsdaten grundsätzlich nicht gespeichert werden (§§ 99, 101, 92 Abs. 3 Nr. 1, 4, 5 Telekommunikationsgesetz (TKG) 2003).
Mit Inkrafttreten des Telekommunikationsgesetzes 2021 (TKG 2021) am 29. Oktober 2021 trat das TKG 2003 außer Kraft. Zweck des TKG 2021 ist es, „die Förderung des Wettbewerbes im Bereich der elektronischen Kommunikation die Versorgung der Bevölkerung und der Wirtschaft mit zuverlässigen, preiswerten, hochwertigen und innovativen Kommunikationsdienstleistungen zu gewährleisten.“ Es dient zur Umsetzung verschiedener EU-Rechtsakte, darunter der Richtlinie (EU) 2018/1972 (EECC-Richtlinie) und der Datenschutzrichtlinie für elektronische Kommunikation (§ 1 Abs. 1, Abs. 6 TKG 2021). Gem. § 88 TKG 2021 ist das Mithören, Abhören, Aufzeichnen, Abfangen oder sonstige Überwachen einer im Rahmen der Nutzung eines öffentlichen Telekommunikationsdienstes erfolgten Kommunikation sowie die Weitergabe von Informationen darüber durch andere Personen als einen Benutzer ohne Einwilligung aller beteiligten Benutzer unzulässig. Der Inhalt der Nachrichten sowie die Tatsache ihres Empfanges dürfen weder aufgezeichnet noch Unbefugten mitgeteilt oder für irgendwelche Zwecke verwertet werden.
Nach § 119 Strafgesetzbuch wird bestraft, „wer in der Absicht, sich oder einem anderen Unbefugten vom Inhalt einer im Wege einer Telekommunikation oder eines Computersystems übermittelten und nicht für ihn bestimmten Nachricht Kenntnis zu verschaffen, eine Vorrichtung, die an der Telekommunikationsanlage oder an dem Computersystem angebracht oder sonst empfangsbereit gemacht wurde, benützt.“  Der Täter wird nur mit Ermächtigung des Verletzten verfolgt. Telekommunikation im Sinne des § 119 StGB wird als technischer Vorgang des Aussendens, Übermittelns und Empfangens von Nachrichten jeder Art in der Form von Zeichen, Sprache, Bildern oder Tönen mittels dazu dienender technischer Einrichtungen verstanden.

## Schweiz
In der Schweiz gewährt Art. 13 Abs. 1 der Bundesverfassung (BV) jeder Person einen Anspruch auf Achtung ihres Privat- und Familienlebens, ihrer Wohnung sowie ihres Brief-, Post- und Fernmeldeverkehrs, außerdem auf Schutz vor Missbrauch ihrer persönlichen Daten. Das Post- und Fernmeldewesen ist Sache des Bundes (Art. 92 Abs. 1 BV).
Für die Überwachung des Post- und Fernmeldeverkehrs, etwa im Rahmen eines Strafverfahrens, aber auch durch den Nachrichtendienst des Bundes oder bei der Suche und Rettung vermisster Personen, gilt das Bundesgesetz betreffend die Überwachung des Post- und Fernmeldeverkehrs (BÜPF) vom 6. Oktober 2000. Es regelt die Durchführung von Überwachungsmaßnahmen durch den Dienst Überwachung Post- und Fernmeldeverkehr (Dienst ÜPF).
Gem. Art. 15 Abs. 3 BÜPF sind die Anbieter verpflichtet, die für die Teilnehmeridentifikation notwendigen Daten sowie die Verkehrs- und Rechnungsdaten während sechs Monaten aufzubewahren. In der Speicherung von Randdaten sieht das Bundesgericht keinen Verstoß gegen Art. 13 BV, Art. 8 EMRK, gesteht den Betroffenen aber ein Auskunftsrecht sowie gegebenenfalls einen Anspruch auf Löschung nach Art. 8 und Art. 25 des Datenschutzgesetzes (DSG) zu. Dagegen hat die unterlegene Klägerin Beschwerde zum Europäischen Gerichtshof für Menschenrechte erhoben.
Gem. Art. 17 BÜPF hat der Bundesrat mit der Verordnung über die Überwachung des Post- und Fernmeldeverkehrs (VÜPF) vom 31. Oktober 2001 Vorschriften über den Vollzug des BÜPF erlassen. Der Dienst ÜPF nimmt danach Überwachungsanordnungen in Empfang und überprüft sie z. B. daraufhin, ob die Überwachung eine gemäß dem anwendbaren Recht überwachungsfähige Straftat betrifft. Außerdem nimmt er von den Anbietern den umgeleiteten Fernmeldeverkehr der überwachten Person entgegen, zeichnet diesen auf und liefert der anordnenden Behörde die Dokumente und Datenträger aus (Art. 13 Satz 1 lit. a und c BÜPF).
§§ 269 ff. der Strafprozessordnung regeln die Voraussetzungen und Befugnisse der Staatsanwaltschaft bei der Überwachung des Post- und Fernmeldeverkehrs im Ermittlungsverfahren. § 269 Abs. 2 StPO enthält einen Straftatenkatalog, zu deren Verfolgung eine Überwachung angeordnet werden darf. Zufallsfunde zu dort nicht genannten Straftaten unterliegen nach der Rechtsprechung des Bundesgerichts einem Beweisverwertungsverbot.
Gem. Art. 92 Abs. 2 BV sorgt der Bund für eine ausreichende und preiswerte Grundversorgung mit Post- und Fernmeldediensten in allen Landesgegenden und legt die Tarife nach einheitlichen Grundsätzen fest. Aufgrund dieser Bestimmung wurde das Fernmeldegesetzes (FMG) erlassen. Art. 43 FMG bestimmt, dass niemand, der mit fernmeldedienstlichen Aufgaben betraut ist oder betraut war, Dritten gegenüber Angaben über den Fernmeldeverkehr von Teilnehmerinnen und Teilnehmern machen oder Gelegenheit geben darf, solche Angaben weiterzugeben.